# Sabahudin Kurt
Sabahudin Kurt, född 18 juli 1935 i Sarajevo, död 30 mars 2018 i Sarajevo, var en bosnisk sångare.
Kurt vann Jugoslaviens nationella uttagning till Eurovision Song Contest (ESC) 1964 med låten Život je sklopio krug. I ESC kom han på trettondeplats utan poäng.
Tillsammans med Alma Čardžić och Maja Tatić utgjorde Kurt den jury som utsåg Bosnien och Hercegovinas representant till Eurovision Song Contest 2003.

## Diskografi
- Pjesma Sarajevu/Hvalisavi Mornar (1963)
- Mala Sarajka/Sarajevske Noći (1963)
- Temerav, Temerav (1974)